# Arcade (gruppo musicale)
Gli Arcade sono stati un gruppo musicale hair metal statunitense, formato nel 1991 da Stephen Pearcy, ex frontman dei Ratt.

## Storia
Il gruppo, che originalmente si chiamò Taboo era formato da Stephen Pearcy, Fred Coury batterista dei Cinderella, Frankie Wilsey ex chitarrista dei Sea Hags, Johnny Angel ed il bassista Michael Andrews. I Taboo decisero di cambiare il nome quando scoprirono che vi era un'altra band che portava lo stesso nome, intanto Johnny Angel venne sostituito da Donnie Syracuse; da allora si fecero chiamare Arcade.
Il primo album si chiamò Arcade e fu pubblicato nel 1993 per la Epic Records. Il disco successivo fu A/2, in seguito si sciolsero. Nel 2001 Pearcy utilizzò del materiale del gruppo per il disco A/3 - Live and Unreleased.

## Formazione
- Stephen Pearcy - voce
- Frankie "Wilsex" Wilsey - chitarra
- Donnie Syracuse - chitarra
- Michael Andrews - basso
- Fred Coury - batteria

### Ex componenti
- Johnny Angel - chitarra

## Discografia

### Album in studio
- 1993 - Arcade
- 1994 - A/2

### Raccolte
- 2001 - A/3 - Live and Unreleased
- 2006 - A/4 - Calm Before the Storm